# VinFast VF 6
VinFast VF 6 — це розумний електричний субкомпактний кросовер, який буде вироблятися та продаватися VinFast з 2024 року. 6 січня 2022 року модель була вперше представлена на Consumer Electronics Show і була показана повністю на Паризькому автосалоні 2022 року. 

## Огляд
Модель оснащена інформаційно-розважальною технологією, яка дозволяє користувачам транслювати відео, грати в ігри, робити покупки в Інтернеті або керувати своїми розумними домашніми пристроями в рамках пакету підписки Smart Service. 